# Meg Foster
Meg Foster, född 10 maj 1948 i Reading, Pennsylvania, är en amerikansk skådespelare.

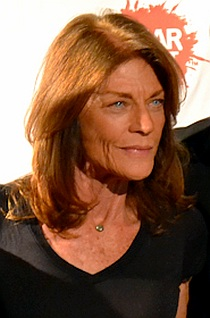
Meg Foster 2013.

Foster spelade Christine Cagney i de första sex avsnitten av TV-serien Cagney och Lacey (1982). Hon har sedan dess haft roller i en rad filmer, bland annat Osterman Weekend, They Live, Blint raseri och He-Man - universums härskare, i vilken hon spelar Evil-Lyn. Hon är känd för sina väldigt ljust blå ögon.

## Filmografi (urval)
- 1971 – Bröderna Cartwright (TV-serie) (1 avsnitt)
- 1971–1974 – The F.B.I. (TV-serie) (3 avsnitt)
- 1972 – Mannix (TV-serie) (1 avsnitt)
- 1973 – Cannon (TV-serie) (1 avsnitt)
- 1973 – Hawaii Five-O (TV-serie) (1 avsnitt)
- 1975 – Baretta (TV-serie) (2 avsnitt)
- 1975 – San Francisco (TV-serie) (1 avsnitt)
- 1982 – Cagney och Lacey (TV-serie) (6 avsnitt)
- 1983 – Osterman Weekend
- 1985 – Amazonas Smaragdskogen
- 1985 – Mord och inga visor (TV-serie) (1 avsnitt)
- 1987 – He-Man - universums härskare
- 1987–1988 – Miami Vice (TV-serie) (2 avsnitt)
- 1988 – Cosby (TV-serie) (1 avsnitt)
- 1988 – They Live
- 1989 – Blint raseri
- 1989 – En röst i natten (TV-serie) (1 avsnitt)
- 1989 – The Stepfather 2
- 1992 – Att fånga en mördare (TV-film)
- 1992 – Quantum Leap (TV-serie) (3 avsnitt)
- 1993 – Best Of The Best 2
- 1995 – Cityakuten (TV-serie) (1 avsnitt)
- 1996 – Alias Mr & Mrs Smith (TV-serie) (1 avsnitt)
- 1996 – Mord och inga visor (TV-serie) (1 avsnitt)
- 1996 – Star Trek: Deep Space Nine (TV-serie) (1 avsnitt)
- 1998–1999 – Hercules (TV-serie) (2 avsnitt)
- 2000 – Xena – Krigarprinsessan (TV-serie) (1 avsnitt)
- 2012 – The Lords of Salem
- 2013 – Hjem (TV-serie) (1 avsnitt)
- 2013–2016 – Pretty Little Liars (TV-serie) (5 avsnitt)
- 2015 – The Originals (TV-serie) (5 avsnitt)
- 2017 – Jeepers Creepers 3
- 2017 – Twin Peaks: The Return (TV-serie) (1 avsnitt)